# Tour della nazionale maschile di rugby a 15 delle Tonga 1988-1991
La nazionale tongana di Rugby union nel periodo tra le due coppe del mondo si reca due volte in tournée.

## 1988 alle Isole Figi
| Nadi 8 ottobre 1988 | Figi | 17 – 3 | Tonga |  |

## 1989 alle Figi
| Arbitro: | Laiakini Colati |

| |            | |
| Savai | mt         | Vunipola |
| K. Waqanibau | tr         | Lovo |
| K. Waqanibau 4 | c.p.       | Lovo 2 |
| 15.Severo Koroduadua Waqanibau, 14.Kavekini Nalaga, 13.Luke Erenavula, 12.Tomasi Cama, 11.Isikeli Waqavatu, 10.Aminiasi Radrodro, 9.Mesake Seavula, 8.Esala Teleni (cap), 7.Nemani Matirewa, 6.Pita Naruma, 5.Ilaitia Savai, 4.Aisake Nadolo, 3.Mosese Taga, 2.Salacieli Naivilawasa, 1.Sairusi Naituku | Formazioni | 15.Samiu Mafi, 14.Koliniata Feke, 13.Liueli Susimalofi, 12.Fatai Ika, 11.Kite Tuivailala, 10.Tomasi Lovo, 9.Manu Vunipola, 8.Siaosi 'Atiola (cap), 7.Kini Fotu, 6.'Otenili Pifeleti, 5.Kuli Faletau, 4.Teutau Loto'ahea, 3.Takai Makisi, 2.Soane Finau, 1.Chris Manu |

## 1991 alle Isole Figi
- Tonga visita le Isole Figi dove perde entrambi i test (4-34) e (7-19)

| Arbitro: | GH Lempiere |

|                                                 |      |        |
| Kubuwai, Naisoro Rabaka, Rauluni Seru, Tabulutu | mt   | Fifita |
| Dau, Rabaka                                     | tr   |        |
| Rabaka 2                                        | c.p. |        |

| Arbitro: | Laiakini Colati |

|                    |      |        |
| Taqaiwai           | mt   | Masila |
| Rabaka 2, Serevi 2 | c.p. | Nisa   |
| Vonolagi           | drop |        |